# Ticino (rijeka)
Ticino (rijeka) (njem. Tessin, lat. Ticinus ) je europska rijeka. Od izvora do ušća duga je oko 248 km. Izvire u švicarskim Alpama. Po ovoj rijeci nazvan je najjužniji švicarski kanton Ticino. Rijeka Ticino utječe u jezero Maggiore iz kojeg i istječe.

## Vanjske poveznice
|  | Zajednički poslužitelj ima još gradiva o temi Ticino (rijeka) |